# Labidesthes
Genre
Espèces de rang inférieur
- Labidesthes sicculus
- Labidesthes vanhyningi

Le genre Labidesthes concerne deux espèces de poissons de la famille des Atherinopsidae, dont Labidesthes sicculus, petit poisson (13 cm) d'eau douce que l'on trouve en Amérique du Nord et au Canada.

## Liste des espèces
Selon World Register of Marine Species (26 déc. 2019) :
- Labidesthes sicculus (Cope, 1865) - Crayon d'argent
- Labidesthes vanhyningi Bean & Reid, 1930